# Мустафа Халіль
доктор Мустафа́ Халі́ль (араб. مصطفى خليل, англ. Mustafa Khalil; *18 листопада 1920, Кальюбія, Єгипет — 7 червня 2008, Каїр, Єгипет) — єгипетський політичний діяч, прем'єр-міністр Єгипту (1978—1980).

## Біографія
Мустафа Халіль народився 18 листопада 1920 року в мухафазі Кальюбія.
1941 року він закінчив Каїрський університет за спеціальністю «Цивільне будівництво», здобув ступінь магістра (1948), а потім і доктора (1951) Іллінойського університету.
Трудову діяльність розпочав у залізничних компаніях США та Єгипту.
У 1951—56 роках — професор інженерного факультету Університету Айн-Шамс у Каїрі.
1953—58 роки — працює технічним консультантом Національної ради з питань виробництва.
У період 1958—61 років Мустафа Халіль обіймав посаду міністра транспорту та комунікацій Єгипту, а у наступні чотири роки (1961—64) — перебував на різних міністерських посадах.
У 1964—66 роках Халіль — заступник прем'єр-міністра.
1970—78 роки — міністр інформації Єгипту, паралельно (1970—71) — Голова Ради єгипетського радіомовлення та телебачення.
У 1978—79 роках Мустафа Халіль був на посаді міністра закордонних справ, один із співавторів Кемп-Девідських угод.
1978—80 роки — вершина політичної кар'єри Халіля — прем'єрський пост.
Потому, протягом 1980—2007 років — заступник Голови Національно-демократичної партії Єгипту (урядова політична сила країни).
Від 2007 року — у відставці.
Мустафа Халіль помер 7 червня 2008 року в Каїрі.